# رقص بله
بِله (به فرانسویِ جزایر کارائیب: Bèlè) یک رقص و سنت موسیقایی-آیینی بومی مارتینیک (و تا حدی گوادلوپ) در کارائیب فرانسه است که ریشه‌های آن به دورهٔ برده‌داری و فرهنگ‌های آفریقای غربی می‌رسد. بِله امروز هم به‌عنوان شیوه‌ای از بیان جمعی، آیین‌های اجتماعی و هویت فرهنگیِ کرئول در محافل محلی و جشن‌های عمومی اجرا می‌شود. موسیقیِ بله بر پایهٔ پاسخ و ندا (آواز تک‌خوان و گروه پاسخ‌گو)، طبل خاصِ «تنبو بله» (tanbou bèlè) و الگوی ضربی چوبیِ «تی‌بوا» (ti-bwa) شکل می‌گیرد و رقص آن عمدتاً دو‌نفره و تعاملی است.

## ریشه‌شناسی و خاستگاه
پژوهش‌های موسیقی‌شناختی و مردم‌نگارانه، بله را امتدادی کرئول‌شده از رپرتوارهای آیینی آفریقایی (به‌ویژه سنت‌های کنگویی/آنگولی) در جزایر شکرِ فرانسه می‌دانند که در دورهٔ برده‌داری شکل گرفت و سپس در محافل روستاییِ مارتینیک تثبیت شد. در برخی روایت‌ها، «بله» به مجموعه‌ای از رقص‌ها و آوازهای محلی با کارکردهای آیینی/اجتماعی (جشنِ برداشت، دورهمی‌های شبانه و مناسک گذار) اطلاق می‌شود.

## موسیقی و سازها
بله بر سه مؤلفهٔ اصلی استوار است: ۱) آواز با ساختار پاسخ و ندا، شامل یک خوانندهٔ راهبر و گروه پاسخ‌گو؛ ۲) تنبو بله (tanbou bèlè)، طبلِ پوستیِ استوانه‌ای که با دست نواخته می‌شود و نقش پایه‌ریتم و تزیینات را به‌عهده دارد؛ ۳) تی‌بوا (ti-bwa)، دو چوب یا ساز چوبی‌ای که الگوی کلیدی را به‌صورت اُستیناتوی کوبشی فراهم می‌کند و تعلیق ریتمیک را حفظ می‌نماید. الگوهای ضربیِ بله با تأکیدهای سنکوپ‌دار و گاه چندریتمی شناخته می‌شوند.

## رقص و حرکات
رقص بله معمولاً دونفره و در چارچوبی نیمه‌بداهه است که گفت‌وگوی بدنیِ رقاصان (اغلب زن و مرد) با طبل‌نواز را برجسته می‌کند. حرکات پا، ایزولاسیون لگن و گردش‌های کوتاه با اشارات معاشرتی/نمایشی همراه است و تماس مستقیم بدنی محدود می‌ماند. نقش طبل‌نواز در «پاسخ» به حرکات رقصندگان و برعکس، محور پویایی اجراست. در برخی گونه‌ها، ساختار دَوَره‌ای (دایرهٔ رقص) و ورود-خروج جفت‌ها رعایت می‌شود.

## زمینهٔ اجتماعی و کارکرد
بله سنتاً در محافل روستایی و سوارهٔ بله (soirée bèlè)—شب‌نشینی‌های موسیقایی—اجرا می‌شد و کارکردهایی از جشن‌های فصلی، همیاری اجتماعی تا آیین‌های گذار را پوشش می‌داد. این سنت علاوه بر سرگرمی، بستری برای حفظ زبان کرئول، روایت‌های محلی، و ارزش‌های اجتماعیِ جامعهٔ مارتینیک بوده است. پیوند بله با دیگر سنت‌های محلی چون دانمیه/کلندا (danmyé/kalenda) نیز در برخی مناطق گزارش شده است.

## گونه‌ها و سبک‌های محلی
اصطلاح «بله» در مارتینیک طیفی از ریتم‌ها/رقص‌های هم‌خانواده را دربر می‌گیرد که بسته به منطقه و کارکرد آیینی/اجتماعی، از نظر سرعت، الگوی تی‌بوا و نقش‌آفرینی طبل تفاوت دارند. برخی منابع از گونه‌های آرام‌تر و ملايم‌تر در مقابل گونه‌های تندتر و نمایشی‌تر سخن می‌گویند؛ تمایزهایی که بر انتخاب الگوهای ضربی و حالت‌های حرکتی اثر می‌گذارد.

## تأثیر و نسبت با دیگر سبک‌ها
پژوهشگران، بله را از سرچشمه‌های مهم شکل‌گیری بیگین (biguine)—سبک شهریِ مارتینیک در اواخر قرن نوزدهم/اوایل قرن بیستم—می‌دانند. همچنین در تحولات موسیقی کارائیب فرانسه (از چووال‌بوا تا زوک) ردّ محرک‌های ریتمیک و زیبایی‌شناسیِ برگرفته از سنت‌های بومی مانند بله دیده می‌شود.

## پاسداشت و احیا
از اواخر قرن بیستم، گروه‌ها و انجمن‌های فرهنگی در مارتینیک برای آموزش بله، ساخت و نگهداری سازها (تنبو بله و تی‌بوا)، و برگزاری سواره‌های منظم فعال شده‌اند. بله در فهرست‌های میراث فرهنگی ناملموسِ ملیِ فرانسه نیز مستندسازی و معرفی شده است و برنامه‌های آموزشی/جشنواره‌ای در سطح منطقه به تداوم آن کمک می‌کند.

## اجراگران و چهره‌های شاخص
در کنار نوازندگان و گروه‌های محلیِ متعدد، برخی موسیقی‌دانان مارتینیکی در پاسداشت و معرفی بله نقش داشته‌اند؛ از جمله دِده سَن-پری (Dédé Saint-Prix) که در آثار و فعالیت‌های آموزشی خود به سنت‌های بومی از جمله بله و چووال‌بوا پرداخته است.

## پیوند با زبان و هویت
متون آوازی بله غالباً به کرئول مارتینیکی اجرا می‌شود و مضامین آن از روایت‌های روزمره و کنایه‌های اجتماعی تا شعرهای نمادین را دربر می‌گیرد. به این اعتبار، بله نه‌فقط یک قالب موسیقایی-رقصی، بلکه حاملِ حافظهٔ فرهنگی و زبان محلی است.